# Alà dei Sardi
Alà dei Sardi is een gemeente in de Italiaanse provincie Olbia-Tempio (regio Sardinië) en telt 1937 inwoners (31-12-2004). De oppervlakte bedraagt 189,2 km², de bevolkingsdichtheid is 10 inwoners per km².
De volgende frazioni maken deel uit van de gemeente: Badde Suelzu, Sos Sonorcolos, Mazzinaiu, S'iscala Pedrosa.

## Demografie
Alà dei Sardi telt ongeveer 741 huishoudens. Het aantal inwoners daalde in de periode 1991-2001 met 5,0% volgens cijfers uit de tienjaarlijkse volkstellingen van ISTAT.
| Jaar | Inwoneraantal |
| ---- | ------------- |
| 1991 | 2052          |
| 2001 | 1949          |

## Geografie
De gemeente ligt op ongeveer 700 meter boven zeeniveau.
Alà dei Sardi grenst aan de volgende gemeenten: Berchidda, Bitti (NU), Buddusò, Monti, Olbia, Oschiri, Padru.